# Список монастырей Чехии
Список монастырей Чехии — включает в себя ныне действующие монастыри на территории Чешской республики, а также наиболее известные чешские монастыри, существовавшие в прошлом и дошедшие до настоящего времени в виде музеев, галерей, памятников искусства, учреждений социального назначения (учебных заведений, больниц, тюрем, казарм и т.п.), а равно иных объектов, имеющих существенное значение для материальной и духовной культуры Чехии. Ныне не действующие монастыри, полностью или частично сохранившиеся до наших дней в качестве объектов культуры, в таблице выделены перламутровым цветом.

## История возникновения чешских монастырей
Первые монастыри на территории Чехии были основаны монахами-бенедиктинцами. Самым первым из них считается женский монастырь святого Георгия в Пражском Граде, основанный в 976 году князем Болеславом II и его сестрой Младой. Первой мужской обителью стал Бржевновский монастырь, заложенный около 993 года, от первоначального строения которого сохранилась лишь романская крипта базилики. Второй монастырь был заложен в 999 году в Острове у Давле (монастырь Остров), от которого до нас дошёл только фундамент. Третьим был основан бенедиктинский Сазавский монастырь в 1032 году. В Моравии первым был основан Райградский монастырь в 1045 году, затем в 1078 году под Оломоуцем был построен Градиский монастырь, а в 1101 году монастырь в Тршебиче.
В это же время в Чехию приходят последователи св. Норберта Ксантенского (ум. 1134) монахи-премонстранты; первыми основанными ими монастырями стали Желивский (1139), Страговский (1140) и Доксанский (1144/1145). В сер. XII века им был передан Градиский монастырь в Оломоуце, основанный бенедиктинцами.
Кроме монастырей бенедиктинцев и премонстрантов в XII—XIII веках в Чехии было основано несколько монастырей ордена монахов-цистерцианцев. Первым цистерцианским монастырем стал Седлецкий монастырь, заложенный близ Кутна-Горы в 1142 году. На его базе цистерцианские монахи основали свыше полутора десятков монастырей, в том числе монастырь Градиште (1177), Ждярский (1252), Вишебродский (1259), Златокорунский (1263), Погледский (1287) и Збраславский (1292) монастыри.
В XIII веке в Богемию приходят августинцы: первый монастырь этого ордена был основан в 1262 году в Зайечове (округ Бероун, Средние Чехи) под названием монастырь Благовещения Девы Марии (ныне монастырь Свата Добротива).
В период религиозной реформы короля Иосифа II было решено оставить только те монастыри, которые наилучшим способом содействуют народному просвещению и призрению больных, а остальные ликвидировать. На территории Чехии и Моравии в результате этой реформы в 1782—1785 годах было закрыто более 100 монастырей.

## Католические монастыри

### А
| Изображение | Название                                  | Тип     | Орден       | Местоположение     | Время основания |
| ----------- | ----------------------------------------- | ------- | ----------- | ------------------ | --------------- |
|             | Анежский монастырь (чеш. Anežský klášter) | Женский | Клариссинки | Старе-Место, Прага | 1233—1234       |

### Б
| Изображение | Название                                           | Тип     | Орден        | Местоположение                    | Время основания |
| ----------- | -------------------------------------------------- | ------- | ------------ | --------------------------------- | --------------- |
|             | Бела-под-Бездезем (чеш. Klášter Bělá pod Bezdězem) | Мужской | Августинцы   | Бела-под-Бездезем, Млада-Болеслав | 1345            |
|             | Борованский монастырь (чеш. Borovanský klášter)    | Мужской | Августинцы   | Боровани, Ческе-Будеёвице         | 1455            |
|             | Бржевновский монастырь (чеш. Břevnovský klášter)   | Мужской | Бенедиктинцы | Бржевнов, Прага                   | 993             |
|             | Броумовский монастырь (чеш. Broumovský klášter)    | Мужской | Бенедиктинцы | Броумов, Краловеградецкий край    | 1322            |

### В
| Изображение | Название                                                     | Тип     | Орден        | Местоположение                                    | Время основания  |
| ----------- | ------------------------------------------------------------ | ------- | ------------ | ------------------------------------------------- | ---------------- |
|             | Валдицка картоуза (чеш. Valdická kartouza)                   | Мужской | Картезианцы  | Валдице, район Йичин, Краловеградецкий край       | начало XVII века |
|             | Велеградский монастырь (чеш. Velehradský klášter)            | Мужской | Цистерцианцы | Велеград, район Угерске-Градиште, Злинский край   | 1220             |
|             | Вишебродский монастырь (чеш. Vyšebrodský klášter)            | Мужской | Цистерцианцы | Вишши-Брод, район Чески-Крумлов, Южночешский край | 1259             |
|             | Врхлабский монастырь (чеш. Klášter augustiniánů ve Vrchlabí) | Мужской | Августинцы   | Врхлаби, Краловеградецкий край                    | 1705             |

### Г
| Изображение | Название                                    | Тип     | Орден         | Местоположение                                   | Время основания |
| ----------- | ------------------------------------------- | ------- | ------------- | ------------------------------------------------ | --------------- |
|             | Градиский монастырь (чеш. Klášter Hradisko) | Мужской | Премонстранты | Оломоуц, Оломоуцкий край                         | 1078            |
|             | Градиште (чеш. Klášter Hradiště)            | Мужской | Цистерцианцы  | Клаштер-Градиште-над-Йизероу, Среднечешский край | 1177            |

### Д
| Изображение | Название                                             | Тип     | Орден         | Местоположение                            | Время основания |
| ----------- | ---------------------------------------------------- | ------- | ------------- | ----------------------------------------- | --------------- |
|             | Доксанский монастырь (чеш. Klášter Doksany)          | Женский | Премонстранты | Доксани, округ Литомержице, Устецкий край | 1144—1145       |
|             | Дольнирочовский монастырь (чеш. Klášter Dolní Ročov) | Мужской | Августинцы    | Рочов, Лоуни                              | 1373            |
|             | Доубравницкий монастырь (чеш. Doubravnický klášter)  | Женский | Августинцы    | Доубравник, Брно-пригород                 | 1208—1220       |

### Ж
| Изображение | Название                                    | Тип     | Орден         | Местоположение                                    | Время основания |
| ----------- | ------------------------------------------- | ------- | ------------- | ------------------------------------------------- | --------------- |
|             | Ждярский монастырь (чеш. Žďárský klášter)   | Мужской | Цистерцианцы  | Ждяр-над-Сазавоу, Ждяр-над-Сазавоу, край Высочина | 1252            |
|             | Желивский монастырь (чеш. Želivský klášter) | Мужской | Премонстранты | Желив, Пельгржимов, край Высочина                 | 1139            |

### З
| Изображение | Название                                             | Тип     | Орден        | Местоположение                                | Время основания |
| ----------- | ---------------------------------------------------- | ------- | ------------ | --------------------------------------------- | --------------- |
|             | Златокорунский монастырь (чеш. Klášter Zlatá Koruna) | Мужской | Цистерцианцы | Злата-Коруна, Чески-Крумлов, Южночешский край | 1263            |

### К
| Изображение | Название                                        | Тип     | Орден        | Местоположение                   | Время основания |
| ----------- | ----------------------------------------------- | ------- | ------------ | -------------------------------- | --------------- |
|             | Кладрубский монастырь (чеш. Kladrubský klášter) | Мужской | Бенедиктинцы | Кладруби, Тахов, Пльзенский край | 1115            |

### Л
| Изображение | Название                                                          | Тип     | Орден         | Местоположение               | Время основания |
| ----------- | ----------------------------------------------------------------- | ------- | ------------- | ---------------------------- | --------------- |
|             | Летовицкий монастырь (чеш. Klášter Milosrdných bratří (Letovice)) | Мужской | Бонифратры    | Летовице, Южноморавский край | 1751            |
|             | Лиса-над-Лабем (чеш. Klášter Lysá nad Labem)                      | Мужской | Августинцы    | Лиса-над-Лабем, Нимбурк      | 1355            |
|             | Лоуцкий монастырь (чеш. Loucký klášter)                           | Мужской | Премонстранты | Зноймо, Южноморавский край   | 1190            |

### М
| Изображение | Название | Тип     | Орден                                             | Местоположение                                        | Время основания |
| ----------- | --- | ------- | ------------------------------------------------- | ----------------------------------------------------- | --------------- |
|             | Марианска Тинице (чеш. Mariánská Týnice)                                                                     | Мужской | Цистерцианцы                                      | Краловице, Пльзень-север, Пльзенский край             | 1711            |
|             | Милевский монастырь (чеш. Milevský klášter)                                                                  | Мужской | Премонстранты                                     | Милевско, округ Писек, Южночешский край               | 1184—1187       |
|             | Монастырь августинцев-каноников (чеш. Klášter augustiniánů kanovníků)                                        | Мужской | Августинцы                                        | Нове-Место, Прага                                     | 1350            |
|             | Монастырь августинцев св. Томаша (чеш. Klášter augustiniánů sv. Tomáše)                                      | Мужской | Августинцы                                        | Мала-Страна, Прага                                    | 1285            |
|             | Монастырь босых кармелиток (Прага) (чеш. Klášter bosých karmelitánek (Praha))                                | Женский | Орден босых кармелитов                            | Градчаны, Прага                                       | 1655            |
|             | Монастырь миноритов посвящённый покролителю св. Якову (чеш. Klášter minoritů zasvěcený patronu sv. Jakubovi) | Мужской | Францисканцы-конвентуалы, с 1785 года Доминиканцы | Литомержице, Устецкий край                            | 1233            |
|             | Монастырь миноритов (Млада-Болеслав) (чеш. Klášter minoritů (Mladá Boleslav))                                | Мужской | Францисканцы-конвентуалы                          | Млада-Болеслав, Среднечешский край                    | 1293/1345       |
|             | Монастырь Rosa coeli (чеш. Klášter Rosa coeli (Růže nebeská))                                                | Женский | Премонстранты                                     | Дольни-Коунице, округ Брно-венков, Южноморавский край | 1181            |
|             | (чеш. Klášter Naší Paní nad Vltavou)                                                                         | Женский | Траппистинки                                      | Поличани, округ Бенешов                               | 2007            |

### Н
| Изображение | Название                                                            | Тип     | Орден         | Местоположение                           | Время основания |
| ----------- | ------------------------------------------------------------------- | ------- | ------------- | ---------------------------------------- | --------------- |
|             | Нови Двур (чеш. Klášter Nový Dvůr)                                  | Мужской | Трапписты     | Тоужим, Карловарский край                | 2002            |
|             | Новоржишский монастырь (чеш. Kanonie sv. Petra a Pavla v Nové Říši) | Мужской | Премонстранты | Нова-Ржише, округ Йиглава, Край Высочина | 1211            |

### О
| Изображение | Название                                                         | Тип     | Орден        | Местоположение                              | Время основания |
| ----------- | ---------------------------------------------------------------- | ------- | ------------ | ------------------------------------------- | --------------- |
|             | Осекский монастырь (чеш. Klášter Osek)                           | Мужской | Цистерцианцы | Осек, округ Теплице, Устецкий край          | 1206            |
|             | Ославани (чеш. Klášter Oslavany)                                 | Женский | Цистерцианцы | Ославани, Брно-пригород, Южноморавский край | 1225            |
|             | Островский монастырь (чеш. Klášter sv. Jana Křtitele na Ostrově) | Мужской | Бенедиктинцы | Остров Святого Килиана, Давле, Прага-запад  | 999             |

### П
| Изображение | Название                                           | Тип     | Орден        | Местоположение                                  | Время основания |
| ----------- | -------------------------------------------------- | ------- | ------------ | ----------------------------------------------- | --------------- |
|             | Плаский монастырь (чеш. Klášter Plasy)             | Мужской | Цистерцианцы | Пласи, Пльзень-север, Пльзенский край           | 1144            |
|             | Полице-над-Метуйи (чеш. Klášter Police nad Metují) | Мужской | Бенедиктинцы | Полице-над-Метуйи, Наход, Краловеградецкий край | 1213            |

### С
| Изображение | Название                                                | Тип     | Орден         | Местоположение                                  | Время основания |
| ----------- | ------------------------------------------------------- | ------- | ------------- | ----------------------------------------------- | --------------- |
|             | Сазавский монастырь (чеш. Sázavský klášter)             | Мужской | Бенедиктинцы  | Сазава, Среднечешский край                      | 1032            |
|             | Свата Добротива (чеш. Svatá Dobrotivá)                  | Мужской | Августинцы    | Зайечов, окрес Бероун                           | 1262            |
|             | Свати Ян под Скалоу (чеш. Klášter Svatý Jan pod Skalou) | Мужской | Бенедиктинцы  | Свати-Ян-под-Скалоу, Бероун, Среднечешский край | ок. 1050        |
|             | Монастырь Святого Георгия (чеш. Klášter svatého Jiří)   | Женский | Бенедиктинцы  | Пражский Град, Прага                            | 973             |
|             | Старобрненский монастырь (чеш. Starobrněnský klášter)   | Мужской | Августинцы    | Старе-Брно, Брно                                | 1323            |
|             | Страговский монастырь (чеш. Strahovský klášter)         | Мужской | Премонстранты | Градчаны, Прага                                 | 1143            |

### Т
| Изображение | Название                                                           | Тип     | Орден         | Местоположение                      | Время основания |
| ----------- | ------------------------------------------------------------------ | ------- | ------------- | ----------------------------------- | --------------- |
|             | Тепельский монастырь (чеш. Tepelský klášter )                      | Мужской | Премонстранты | Тепла, округ Хеб, Карловарский край | 1193            |
|             | Теплицкий монастырь (чеш. Klášter Teplice)                         | Женский | Бенедиктинцы  | Теплице, Устецкий край              | 1152            |
|             | Тршебоньский монастырь (чеш. Klášter řádu sv. Augustina v Třeboni) | Мужской | Августинцы    | Тршебонь, Южночешский край          | 1367            |

### Ф
| Изображение | Название                                                               | Тип     | Орден                    | Местоположение                                    | Время основания |
| ----------- | ---------------------------------------------------------------------- | ------- | ------------------------ | ------------------------------------------------- | --------------- |
|             | Францисканский монастырь в Пльзени (чеш. Františkánský klášter)        | Мужской | Францисканцы-конвентуалы | Пльзень, Пльзеньский край                         | ок. 1300        |
|             | Фульнекский монастырь (чеш. Klášter augustiniánů kanovníků ve Fulneku) | Мужской | Августинцы               | Фульнек, округ Нови-Йичин, Моравскосилезский край | 1389            |

### Х
| Изображение | Название                                      | Тип     | Орден         | Местоположение                             | Время основания |
| ----------- | --------------------------------------------- | ------- | ------------- | ------------------------------------------ | --------------- |
|             | Хотешовский монастырь (чеш. Klášter Chotěšov) | Женский | Премонстранты | Хотешов, округ Пльзень-юг, Пльзенский край | 1202—1210       |

### Ч
| Изображение | Название                                         | Тип     | Орден      | Местоположение              | Время основания |
| ----------- | ------------------------------------------------ | ------- | ---------- | --------------------------- | --------------- |
|             | Ческалипский монастырь (чеш. Klášter Česká Lípa) | Мужской | Августинцы | Ческа-Липа, Либерецкий край | 1624            |

### Э
| Изображение | Название                                     | Тип     | Орден        | Местоположение    | Время основания |
| ----------- | -------------------------------------------- | ------- | ------------ | ----------------- | --------------- |
|             | Эммаусский монастырь (чеш. Emauzský klášter) | Мужской | Бенедиктинцы | Нове-Место, Прага | 1347            |

## Православные монастыри
| Изображение | Название | Тип     | Местоположение                                  | Время основания |
| ----------- | --- | ------- | ----------------------------------------------- | --------------- |
|             | Монастырь преподобного Прокопия Сазавского (чеш. Monastýr sv. Prokopa Sázavského)                           | Мужской | Мост, Устецкий край                             | ?               |
|             | Монастырь святого Горазда (чеш. Monastýr svatého Gorazda)                                                   | Мужской | Груба Вербка, округ Годонин, Южноморавский край | 1992            |
|             | Монастырь Успения Пресвятой Богородицы (Литовел) (чеш. Monastýr zesnutí přesvaté Bohorodice)                | Женский | Литовел, Оломоуцкий край                        | ?               |
|             | Свято-Вячеславо-Людмилинский православный женский монастырь (чеш. Monastýr svatého Václava a svaté Ludmily) | Женский | Лоденице, округ Бероун                          | 2006            |